# Kazimierz Krechowiecki

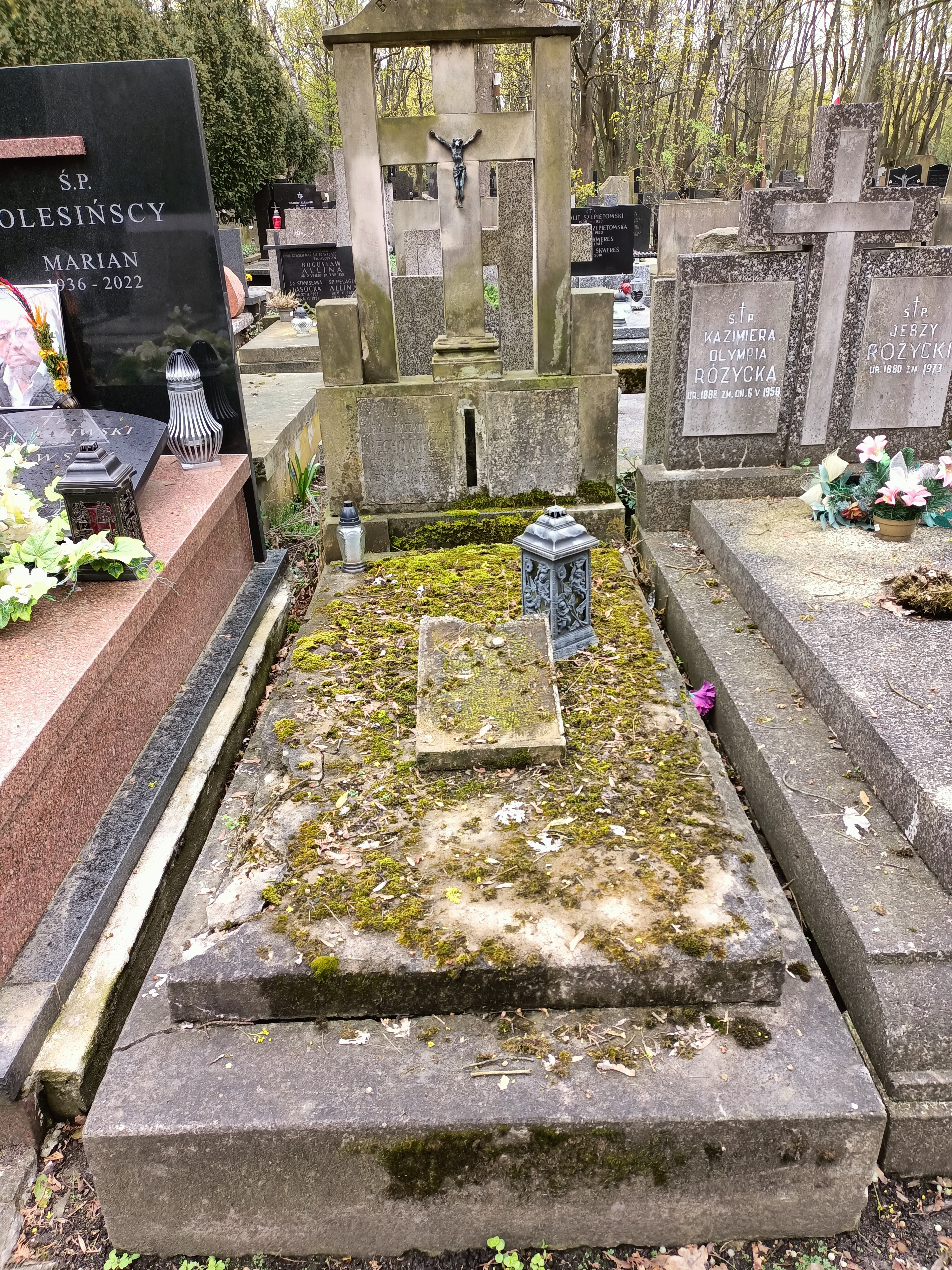
Grób Kazimierza Krechowieckiego na cmentarzu powązkowskim w Warszawie

Kazimierz Krechowiecki (ur. 16 stycznia 1883 w Drohobyczu, zm. 15 września 1959 w Warszawie) – major kawalerii Wojska Polskiego, doktor praw.

## Życiorys
Urodził się 16 stycznia 1883 w Drohobyczu, ówczesnym mieście powiatowym Królestwa Galicji i Lodomerii.
W czasie I wojny światowej walczył w szeregach cesarskiej i królewskiej Armii. Jego oddziałem macierzystym był c. i k. Pułk Ułanów Nr 1. Na stopień nadporucznika został mianowany ze starszeństwem z 1 maja 1915 w korpusie oficerów rezerwy kawalerii.
13 lipca 1919 jako kapitan Sztabu Generalnego został mianowany członkiem Naczelnego Komitetu Organizacyjnego instytucji „Żołnierz Polski”. Latem 1920 jako oficer Sztabu Generalnego pełnił służbę w Biurze Prezydialnym Ministerstwa Spraw Wojskowych w Warszawie. 15 lipca 1920 został zatwierdzony z dniem 1 kwietnia 1920 w stopniu majora, w kawalerii, w grupie oficerów byłej armii austro-węgierskiej.
8 stycznia 1924 został zatwierdzony w stopniu majora ze starszeństwem z 1 czerwca 1919 i 46. lokatą w korpusie oficerów rezerwy jazdy. Posiadał przydział w rezerwie do 1 Pułku Ułanów Krechowieckich w Augustowie. W 1934, jako oficer rezerwy pozostawał w ewidencji Powiatowej Komendy Uzupełnień Warszawa Miasto III. Posiadał przydział do Oficerskiej Kadry Okręgowej Nr I. Był wówczas w grupie oficerów „powyżej 40 roku życia”. Zmarł 15 września 1959 w Warszawie i został pochowany na cmentarzu Powązkowskim (kwatera 115, rząd 6, miejsce 25).
Był żonaty z Marią z Tyszkowskich (ok. 1881–1959).

## Ordery i odznaczenia
- Krzyż Walecznych dwukrotnie[10][1]
- Krzyż Zasługi Wojskowej 3 klasy z dekoracją wojenną i mieczami[13]
- Srebrny Medal Zasługi Wojskowej z mieczami na wstążce Krzyża Zasługi Wojskowej[13]
- Brązowy Medal Zasługi Wojskowej z mieczami na wstążce Krzyża Zasługi Wojskowej[13]
- Krzyż Jubileuszowy Wojskowy[13]